# Consortium for IT Software Quality
Le Consortium for IT Software Quality (CISQ) est un consortium lancé le 6 octobre 2009 par le Software Engineering Institute et l'Object Management Group en vue de créer un standard mondial de mesure de la qualité logicielle.
Le CISQ s'est fixé les missions suivantes :
- Conseiller et sensibiliser les entreprises et les organisations publiques sur l'importance de la qualité,
- Développer des standards pour mesurer les critères de qualité,
- Proposer des méthodes dans le domaine de la maintenance,
- Travailler sur la mesure de la performance des équipes informatiques.

Le directeur du CISQ est Bill Curtis, directeur scientifique de Cast Software, expert en ingénierie logicielle.